# Destroço marítimo

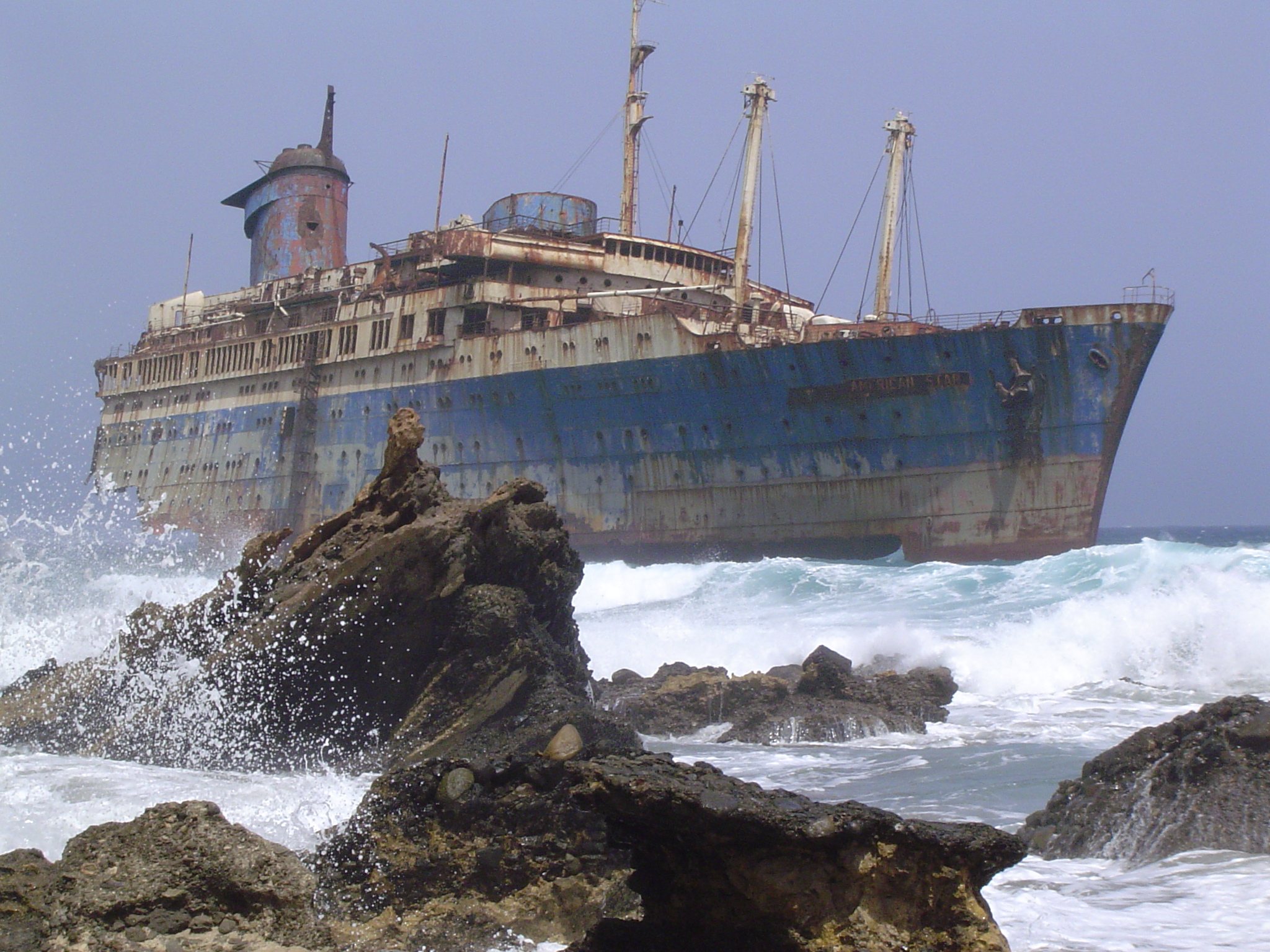
Os destroços do SS America.

Destroço marítimo, ou simplesmente destroços, é uma embarcação ou qualquer parte de um navio, que é encontrado tanto encalhado em terra ou afundado em um corpo de água. O naufrágio que cria os destroços pode ter sido deliberado ou acidental. A UNESCO estima que em todo o mundo mais de 3 milhões de destroço marítimos, alguns por milhares de anos, descansam no fundo do mar.